# Johann Georg Gottschald

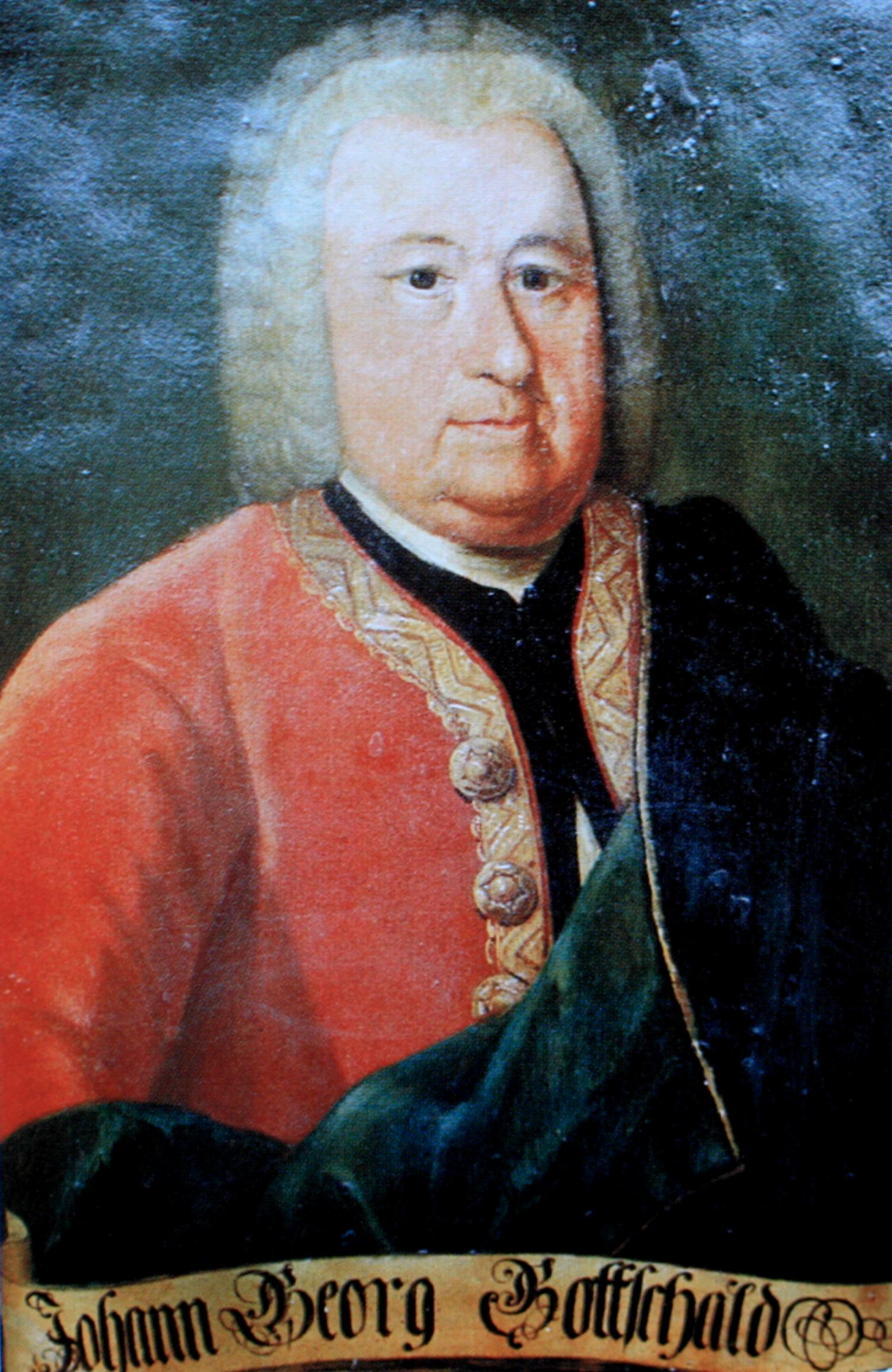
Johann Georg Gottschald. Gemälde auf verzinntem Eisenblech

Johann Georg Gottschald (* 1691 oder 1692 in Wildenthal; † 23. März 1749) war ein frühneuzeitlicher deutscher Unternehmer.
Der Sohn eines Hammerwerksbesitzers im westerzgebirgischen Wildenthal studierte nach dem Schulbesuch, erwarb den Titel eines jur. praet. und wurde zu Lebzeiten als berühmter Rechtsconsulent bezeichnet. Als Teilhaber erwarb er u. a. bedeutende Anteile an den beiden Hammerwerken Wittigsthal in Sachsen und Breitenbach in Böhmen sowie die Hammermühle in Breitenbach. Später wurde er alleiniger Hammerwerksbesitzer und Gerichtsherr von Wittigsthal und Breitenbach und führte die vereinigten Hammerwerke dies- und jenseits der Grenze zu einer neuen Blüte. Weiterhin besaß er das Hammerwerk Schlössel in Hammerunterwiesenthal und das Gut Habichtsberg bei Cranzahl.
Er heiratete 1718 Maria Regina Fischer, die Tochter des Hammerherrn von Schlössel. Ihre gemeinsame Tochter starb 1725 im Alter von 4½ Jahren. Drei Jahre später ließ Gottschald für seine Familie ein Erbbegräbnis auf dem Friedhof von Johanngeorgenstadt errichten, das noch heute vorhanden ist. Seine Witwe starb 1766 in Wittigsthal.
Zwei auf verzinntem Eisenblech gemalte Bildnisse des Ehepaars Gottschald in der evangelisch-lutherischen Stadtkirche von Johanngeorgenstadt wurden in der Nacht vom 19. zum 20. November 1991 gestohlen und sind seitdem verschwunden.